# Mounia Meddour
Mounia Meddour (Moscou, 15 de maig de 1978, és una directora de cinema franco-algeriana.

## Biografia
Va néixer l'any 1978. El seu pare és el director algerià Azzedine Meddouri la seva mare és d'origen rus. Va completar els seus estudis superiors a una escola de periodisme, després es va formar en cinema i audiovisual a França, on va obtenir un diploma pel Centre Europeu de Formació en Producció Cinematogràfica (CEFPF), en direcció de ficció el 2002, després en direcció de documentals el 2004 i a la universitat d'estiu de La Fémis l'any 2004.
Després d'aquestes formacions, va realitzar diversos documentals, com ara Particules élémentaires el 2007, o La Cuisine en héritage el 2009, el 2011 Cinéma algérien, un nouveau souffle, un un documental sobre la nova generació de directors algerians que estan sorgint, malgrat la manca de finançament. Aquell mateix any 2011, va fer el seu primer curtmetratge de ficció, Edwige. Aquest curtmetratge rep una menció especial a les Jornades de Cinema d'Alger.
El 2019 estrena el seu primer llargmetratge de ficció, Papicha, rodat a la primavera del 2018, produït i seleccionat per al 72è Festival Internacional de Cinema de Canes. A Papicha, la jove protagonista femenina, Nedjma, és una apassionada de la moda, i intenta organitzar una desfilada de moda a la seva residència universitària l'any 1990. És una manera d'evocar una dècada de violència i terrorisme a Algèria en la dècada del 1990. Es va presentar al Festival de Canes a la secció Un certain regard. i també va rebre tres premis al Festival de Cinema Francòfon d'Angoulême. Aquesta pel·lícula també està nominada als César 2020 en la categoria de millor primera pel·lícula, i la seva actriu Lyna Khoudri, amb qui va preparar llargament el seu paper, tambéfou nominada com a Millor actriu revelació. Finalment, el  28 de febrer de 2020, durant la vetllada César, la pel·lícula va guanyar dos César, un César a la millor primera pel·lícula i un César a l'actriu revelació.

## Filmografia
Llevat que s'especifiqui el contrari, Mounia Meddour és alhora la directora i guionista de les seves pel·lícules.
- 2006 : Tikjda. La caravane des savoirs (documental), Producció : Tikjda, Le Palais de la découverte i l'ambaixada francesa.
- 2007: Hitman, dirigida per Xavier Gens, producció europcor (ajudant de direcció)
- 2007 : Particules élémentaires (documental, 50 min)[5]
- 2009 : La Cuisine en héritage (documental, 52 min)[6][15]
- 2011 : Cinéma algérien, un nouveau souffle (documental, 52 min)[16][17]
- 2012 : Edwige (curtmetratge, 15 min)[18]
- 2019 : Papicha, pel·lícula seleccionada per Un certain regard al festival de Canes 2019, seleccionada als Oscars 2020 per representar Algèria en la categoria de Millor pel·lícula estrangera, diverses vegades premiat (César 2019 a la millor primera pel·lícula, César 2019 a l'actriu més prometedora, Premi del Jurat Jove al festival internacional de cinema de Cartago, etc.)
- 2022: Houria

## Distincions
- Festival de Cinema Francòfon d'Angoulême 2019: Valois pel guió de Papicha
- César 2020: Millor primera pel·lícula per Papicha[11]
- Prix Alice Guy 2020 per Papicha[19]
- Cavaller de l'Orde de les Arts i les Lletres el 2 de novembre de 2021.